# Lloyd Daniels
Lloyd Daniels, né le 4 septembre 1967 à Brooklyn, est un joueur américain de basket-ball évoluant au poste d'ailier.

## Biographie
Lloyd Daniels s'est fait un nom au début de sa carrière sur les play-ground new-yorkais au début de sa carrière. On le surnomme Swee’Pea. Il sera l'une des vedettes des play-ground de New York. Il connaîtra une longue carrière dans le basket-ball. Lloyd Daniels jouera notamment en NBA et en Europe.

## Draft
- 1991: Drafté au 3e tour de l'Open Phase, en tant que 20e choix, par Miami (USBL).
- 1999: Drafté au 1er tour, en tant que 5e choix, par Baltimore (IBL).

## All-star game
- 1991-1992: Participe au All Star Game GBA
- 1995-1996: Participe au All Star Game italien

## Palmarès

### En club
- 1991-1992: Finaliste USBL avec Miami
- 1998-1999: Finaliste de la Coupe de Grèce avec Athènes
- 2000-2001: Final-Four de la Coupe du Portugal avec Ovarense

### Distinctions personnelles
- 1991-1992: MVP du All Star Game GBA
- 1991-1992: Membre de la All GBA first Team
- 1991-1992: Membre de l’USBL All second Team
- 1994-1995: CBA American Conference All Star Team
- 1994-1995: CBA second Team